# Saint-Hilaire-Saint-Florent
Pour les articles homonymes, voir Saint-Hilaire et Saint-Florent.
Saint-Hilaire-Saint-Florent est une ancienne commune française située dans le département de Maine-et-Loire en région Pays de la Loire. Elle est rattachée à la ville de Saumur depuis 1973.

## Géographie
Saint-Hilaire-Saint-Florent est situé sur la rive gauche de la Loire, au niveau du confluent du Thouet et de la Loire.

## Toponymie et héraldique

### Héraldique
| Saint-Hilaire-Saint-Florent | Blason de la ville de Saint-Hilaire-Saint-Florent, présentant les deux clés des deux communes fusionnées, et l'épée de Sainte Jeanne d'Arc qui y a séjourné. |

## Histoire
La commune a été fondée entre 1790 et 1794, par fusion des deux communes éphémères de Saint-Hilaire et de Saint-Florent.
De 1894 à 1929, la commune est reliée au centre de Saumur par le tramway de Saumur.
Le 1er février 1973, Saint-Hilaire-Saint-Florent est rattachée à Saumur sous le régime de la fusion-association ; le 1er avril 2014, Saint-Hilaire-Saint-Florent passe du statut de commune associée à celui de commune déléguée.

## Administration

### Administration actuelle
La commune est rattachée à Saumur en 1973. À partir de 2014, Saint-Hilaire-Saint-Florent dispose d'une mairie déléguée et d'un maire délégué.
| Période                                  | Période  | Identité           | Étiquette | Qualité    |
| ---------------------------------------- | -------- | ------------------ | --------- | ---------- |
| mars 2014                                | En cours | Marc-Antoine Néron |           | Technicien |
| Les données manquantes sont à compléter. |          |                    |           |            |

### Administration ancienne
La commune est créée à la Révolution. Elle dispose d'un maire et d'un conseil municipal.
| Période                                  | Période | Identité | Étiquette | Qualité |
| ---------------------------------------- | ------- | -------- | --------- | ------- |
| ...                                      |         |          |           |         |
| Les données manquantes sont à compléter. |         |          |           |         |

## Population et société
| 1793 | 1800 | 1806 | 1821 | 1831 | 1836 | 1841  | 1846  | 1851 |
| ---- | ---- | ---- | ---- | ---- | ---- | ----- | ----- | ---- |
| 694  | 714  | 741  | 715  | 868  | 866  | 1 010 | 1 099 | 920  |

| 1911  | 1921  | 1926  | 1931  | 1936  | 1946  | 1954  | 1962  | 1968  |
| ----- | ----- | ----- | ----- | ----- | ----- | ----- | ----- | ----- |
| 2 385 | 2 376 | 2 371 | 2 504 | 2 646 | 2 777 | 2 817 | 3 143 | 3 194 |

## Économie
- L'aérodrome de Saumur - Saint-Florent est situé à Saint-Hilaire-Saint-Florent.
- L'école nationale d'équitation est situé à Saint-Hilaire-Saint-Florent.
- Maison Ackerman, entreprise fondée en 1811 dans la commune

## Culture locale et patrimoine

### Lieux et monuments
- L'Abbaye Saint-Florent de Saumur, classée monument historique le 30 novembre 1964[4].
- L'église Saint-Hilaire-des-Grottes, classée monument historique le 4 octobre 1969[5].

### Personnalités liées à la commune
- Robert Alloyer (1900-1935), homme politique, né dans la commune.
- Maurice Bizard (1726-1804), sénéchal de Saint-Florent.
- Jeanne Delanoue, sainte catholique
- Louis Bouchard (1884-1963), coureur de fond, mort dans la commune.
- Albert Chavanac (1909-1972), homme politique, né dans cette commune.